# François Mevellec
Pour les articles homonymes, voir Mévellec.
François Mevellec, né le 22 février 1901 à Coray (Finistère) et mort le 20 janvier 1995 à Saint-Renan, est un aumônier, chanoine, écrivain et historien breton.

## Biographie
Chanoine, il dirige la revue Bleun-Brug (Fleur de Bruyère), une revue en langue bretonne, qui après-guerre subsista comme revue d'étude bilingue, jusqu'à l'époque contemporaine. Il est aumônier général du Bleun-Brug et ancien aumônier des Bretons d'Aquitaine.

## Publications
- La Plus Grande Bretagne, anciennement Breiz Nevez - Cahier frd Migrations Bretonnes en Aquitaine et autres terroirs de France, Périgueux, Imp. Périgourdine, de 1952 à 1954.
- L'immortelle Carthage et les mystères du bled (Editions Beauchesne - Paris 1931)
- Les Bretons d'Aquitaine
- Penhoad - 1947 (sous le pseudonyme Alain de Cornouaille) SPES Paris 1947
- Étude de Psychologie sociale sur le complexe d'émigration chez les bretons d'Aquitaine; 1966 - 3 Volumes  - Thèse pour le Doctorat à la Faculté des Lettres et sciences Humaines de l'Université de Paris.
- Le combat du paysan breton à travers les siècles, Rennes, Imp. Les Nouvelles - 1973 - 2 tomes
- Le combat du paysan breton à son apogée,  Rennes, Imp. Les Nouvelles - 1974
- De la Ferme au Manoir, Éditions du Liogan - 1991